# Arnoldo André Tinoco
Arnoldo André Tinoco (San José, 10 de enero de 1961)  es un político, abogado y diplomático costarricense.  Es Ministro de Asuntos Exteriores y Culto desde el 8 de mayo de 2022. 